# عوامل دافعة
في مراقبة واستهداف الطاقة، يعد عامل الدفع شيئًا متكرر الحدوث ويمكن قياسه، ويوضح اختلافه الاختلاف الحادث في استهلاك الطاقة. وفي بعض الأحيان، يتم استخدام مصطلح المتغير المستقل كمرادف لهذا المصطلح.
ومن بين أشهر عوامل الدفع يأتي الطقس، الذي غالبًا ما يشار إليه بأيام الدرجات الساخنة أو الباردة. وفي العمليات التي تحتاج إلى قدر كبير من الطاقة، يمكن أن يتم في الغالب استخدام مخرجات الإنتاج. وبالنسبة للدوائر الكهربية المستخدمة لتغذية الإضاءة الخارجية، يمكن أن يتم استخدام عدد ساعات الظلام. وبالنسبة لمضخات الآبار، يمكن استخدام كمية المياه التي يتم توفيرها، وما إلى ذلك. والعامل المشترك بين كل هذه الأمثلة هو أنه يمكن تسجيل القيم الرقمية (على سيل المثال) على أساس أسبوعي لكل عامل، ويمكن أن نتوقع حدوث ارتباط بين التدفقات الخاصة من استهلاك التيار مع هذه العناصر سواء بشكل مفرد أو في نموذج متعدد المتغيرات.
ويقال أن الارتباط أهم من السببية. ويجب أن يشرح التنوع في عامل الدفع بشكل مجرد التنوع في الاستهلاك، ولا يجب أن يكون السبب وراءه، رغم أن ذلك قد يكون الحال في معظم السيناريوهات.
وتختلف عوامل الدفع عن العوامل الثابتة، مثل مساحات أرضيات المباني، والتي تحدد استهلاك الطاقة، ولكنها لا تتغير إلا نادرًا (إن تغيرت).